# Thank you for your love
『Thank you for your love』（サンキュー・フォー・ユア・ラブ）は、GLAYの4作目のデジタルシングル。2011年5月5日から配信された。

## 概要
元々GLAYの曲として制作されたものではなく、2011年3月11日に起きた東日本大震災の被災者へ向けて、TERUが個人的にTwitter上で公開した弾き語りの楽曲である。
後に、チャリティーシングルとして、バンドアレンジを加えGLAYの曲としてGLAYのオフィシャルサイト及び各社着うたサイトで配信された。収益の全ては日本赤十字社を通して義援金として寄付されるとのことである。なお現在配信は終了している。TAKURO以外のメンバーが作曲した曲がシングルになるのは初めてである。アルバム『GLAY』の台湾盤にのみ収録されている。TAKURO曰く、震災後に、台湾から日本への支援が多かった為、その感謝の意味も込め台湾盤に収録されたとのこと。台湾盤には、配信音源には収録されていない曲始まりのカウントが収録されている。2012年5月23日に発売されたシングル「Bible」に収録され、日本国内でもCD化された。

## 収録曲
1. Thank you for your love
  - 作詞・作曲：TERU / 編曲：GLAY、佐久間正英